# Scyphoproctus aciculatus
Scyphoproctus aciculatus är en ringmaskart som beskrevs av Mohammad 1980. Scyphoproctus aciculatus ingår i släktet Scyphoproctus och familjen Capitellidae. Inga underarter finns listade i Catalogue of Life.